# Lee (Illinois)
Lee è un villaggio degli Stati Uniti d'America, situato nello Stato dell'Illinois, diviso tra la contea di Lee e la contea di DeKalb.